# حشره‌علفیان
حشره‌علفیان (نام علمی: Miridae) نام یک تیره از زیرراسته ناجوربالان است.